# Kóny
Kóny är en ort i Ungern.   Den ligger i provinsen Győr-Moson-Sopron, i den västra delen av landet, 130 km väster om huvudstaden Budapest. Kóny ligger 113 meter över havet och antalet invånare är 2 609.
Terrängen runt Kóny är mycket platt. Runt Kóny är det ganska glesbefolkat, med 45 invånare per kvadratkilometer. Närmaste större samhälle är Csorna, 8,3 km väster om Kóny. Trakten runt Kóny består till största delen av jordbruksmark.